# Каратинский язык
Карати́нский язык (карат. кIIирлIе мацIIи, карат. кIкIирлIи мицIцIи) — язык каратинцев, один из малых языков Дагестана. Принадлежит к андийской группе нахско-дагестанской языковой семье. Распространён в Ахвахском и Ботлихском районах, а также на равнинной части Хасавюртовского района.
По переписи 2021 года каратинским языком владеют 10 248 человека, из них 10 033 — в Дагестане.

## Лингвогеография

### Ареал и численность
Распространен в сёлах Карата, Арчо, Анчих, Рачабулда, Маштада, Чабакоро, Рацитль, Тукита (Ахвахский район), Нижнее Инхело (Ботлихский район), Тукита (Хасавюртовский район) и селе Сиух Хасавюртовского района Республики Дагестан.
Согласно данным Всероссийской переписи населения 2010 года, каратинским языком владело 255 человек. Однако по данным исследований из 21000 каратинцев языком владеют почти все, за исключением части городских детей, родившихся от смешанных браков. В последние годы заметно снижается уровень владения аварским языком, так как предпочтение отдается русскому языку.

### Диалектное членение
Распадается на два диалекта:
- Собственно-каратинский диалект, который включает в себя ряд говоров:
  - каратинский, арчойский, маштадинский, рачабалдинский, рацитлинский, чабакоройский, нижнеинхеловский, сивухский[10].
  - анчихский, наиболее сильно отличающийся от всех прочих говоров в составе собственно-каратинского диалекта[11].
- Тукитинский — диалект, на котором говорят в селениях Тукита Ахвахского района и Тукита Хасавюртовского района. Значительно отличается от собственно-каратинского диалекта в фонетике, морфологии и лексике. Взаимопонимание между диалектами затруднено. Часто рассматривается как самостоятельный язык.

## Лингвистическая характеристика
Относится к языкам агглютинативного типа, также присутствуют элементы аналитизма и флективности. По синтаксическому строю является эргативным.
В области грамматики характерно отсутствие аффектива, противопоставление элатива и транслатива в системе местных падежей, наличие суффикса прилагательных -хӀуб, выражающего высокую степень качества.
Система суффиксов имеет много сходств с ахвахским языком. Одним из распространённых и продуктивных суффиксов является суффикс -лъер. Как правило, он используется для образования абстрактных существительных (гlаданлъер — «человечность», гlадан — «человек»). Суффикс -хъан заимствован из аварского языка, его употребляют при обозначении человека по его роду занятий (палихъан — «гадалка», пал — «гадание») и при назывании лиц с различными отрицательными чертами характера (мацlихъан — «доносчик», мацlи — «язык»). В словах, выражающих пренебрежительное отношение к человеку, встречается суффикс -к (чорок — «неряха»). С помощью суффикса -дала, который присоединяется к основе причастия, образуются имена существительные, выражающие названия инструментов (хердобдала — «пила», херер — «пилить»).
Среди аваро-андийских языков именно в каратинском наибольшее количество указательных местоимений. Например, существуют местоимения, которые указывают на пространственную локализацию объекта относительно говорящего: гьа- (рядом), гьади- (вдали), гьуду- (выше), гьаги- (ниже). Такое же число местоимений указывает на нахождение объекта относительно слушателя: гьо- (рядом), вуди- (вдали), вулъи- (выше), вуги- (ниже).
Большинство лексики является исконной. Основными источниками заимствований являются арабский, аварский и русский языки. Также встречаются персизмы и тюркизмы.

## Письменность
В 1998 году разработан алфавит для каратинского языка. В настоящее время использование этого алфавита ограничено. Как и остальные андийские, язык бесписьменный, преимущественно бытового общения. В качестве литературных используются русский и аварский. Вместе с тем филологами признается факт права каждого народа в РФ (в том числе каратинского) на обучения родному языку в закрепленной в Законе о языках РФ.
| А а   | Б б     | В в | Г г | ГӀ гӀ | Гь гь | Гъ гъ   | Д д   | Е е     | Ё ё     | Ж ж |
| ЖӀ жӀ | З з     | И и | Й й | К к   | КӀ кӀ | КӀӀ кӀӀ | Кь кь | КьӀ кьӀ | Къ къ   | Л л |
| ЛӀ лӀ | Лъ лъ   | М м | Н н | О о   | П п   | пӀ      | пъ    | Р р     | С с     | Т т |
| ТӀ тӀ | У у     | Ф ф | Х х | ХӀ хӀ | Хь хь | Хъ хъ   | Ц ц   | ЦӀ цӀ   | ЦӀӀ цӀӀ | Ч ч |
| ЧӀ чӀ | ЧӀӀ чӀӀ | Ш ш | Щ щ | ъ     | Ы ы   | ь       | Э э   | Ю ю     | Я я     |     |

Каратинский алфавит, использованный при издании каратинско-русского словаря: А а, А̄ а̄, Аᵸ аᵸ, А̄ᵸ а̄ᵸ, Б б, В в, Г г, Гъ гъ, Гь гь, ГӀ гӀ, Д д, Е е, Е̄ е̄, Еᵸ еᵸ, Е̄ᵸ е̄ᵸ, Дж дж, Ж ж, З з, И и, Ӣ ӣ, Иᵸ иᵸ, Й й, К к, К̄ к̄, Къ къ, Кь кь, КьӀ кьӀ, КӀ кӀ, К̄Ӏ к̄Ӏ, Л л, Лъ лъ, Л̄ъ л̄ъ, ЛӀ лӀ, М м, Н н, О о, О̄ о̄, Оᵸ оᵸ, П п, ПӀ пӀ, Р р, С с, С̄ с̄, Т т, ТӀ тӀ, У у, Ӯ ӯ, Уᵸ уᵸ, Х х, Х̄ х̄, Хъ хъ, Хь хь, ХӀ хӀ, Ц ц, Ц̄ ц̄, ЦӀ цӀ, ЦӀ ц̄Ӏ, Ч ч, Ч̄ ч̄, ЧӀ чӀ, Ч̄Ӏ ч̄Ӏ, Ш ш, Щ щ, Э э, Ъ ъ.

## Функционирование языка
Язык не имеет юридического статуса и литературной нормы, используется в основном в бытовом общении. На уроках родного языка изучается аварский. При Доме культуры села Карата существует фольклорный ансамбль, исполняющий каратинские стихи и песни. Иногда в местных газетах публикуются произведения устного народного творчества.
На каратинском языке пишет свои произведения поэт Хизри Асадулаев.
В 2020 прошёл первый тотальный диктант по каратинскому языку.

## Исследователи каратинского языка
- Магомедбекова, Загидат Магомедовна